# Вільча-Клода
Вільча-Клода (пол. Wilcza Kłoda) — село в Польщі, у гміні Вежбінек Конінського повіту Великопольського воєводства.
Населення — 253 особи (2011).
У 1975-1998 роках село належало до Конінського воєводства.

## Демографія
Демографічна структура станом на 31 березня 2011 року:
|          | Загалом | Допрацездатний вік | Працездатний вік | Постпрацездатний вік |
| -------- | ------- | ------------------ | ---------------- | -------------------- |
| Чоловіки | 129     | 36                 | 81               | 12                   |
| Жінки    | 124     | 35                 | 68               | 21                   |
| Разом    | 253     | 71                 | 149              | 33                   |